# 丹尼·休斯頓
丹尼爾·薩里斯·休斯頓（英語：Daniel Sallis Huston，1962年5月14日—），美國男演員、編劇和導演。1988年，執導了導演處女作《會發電的小子》，由安東尼·愛德華、勞勃·米契和休斯頓的姊姊安傑麗卡·休斯頓主演。後來，他在2000年獨立電影《伊萬的生活》中有著突破性的演出，這使休斯頓提名了獨立精神獎最佳男主角。
其他參演過的著名作品如《靈異緣未了》（2004年）、《神鬼玩家》（2004年）、《疑雲殺機》（2005年）、《凡爾賽拜金女》（2006年）、《反恐戰場》（2007年）、《惡夜30》（2007年）、《羅賓漢》（2010年）、《超世紀封神榜》（2010年）、《驚悚大師：希區考克》（2012年）、《怒戰天神》（2012年）和《大眼睛》（2014年）。其中他在《疑雲殺機》中的演出為此贏得了衛星獎最佳電影男配角。2012年起，他在電視劇《魔幻都市》中擔任主要角色，該劇於2013年劇終；2013年，這讓他提名了金球獎電視劇、迷你影集或電影電視最佳男配角。
2013年至2014年，休斯頓在FX頻道電視劇《美國恐怖故事：女巫集會》中飾演斧頭殺手；2014年至2015年，他則在《美國恐怖故事：畸形秀》中飾演馬西莫·道爾菲諾一角。

## 私生活
休斯頓已結過兩次婚。他的第一任妻子是曾獲奧斯卡獎提名的維吉妮婭·馬德森，於1989年結婚，直到1992年離婚。2001年，他娶了第二任妻子凱蒂·珍·伊凡（Katie Jane Evans），但伊凡卻在2008年10月離婚定稿前自殺身亡。兩人有著一個女兒史黛拉（Stella）。休斯頓後來與在電視劇《魔幻都市》中共同演出的歐嘉·柯瑞蘭寇交往約一年的時間。

## 外部連結
- 丹尼·休斯頓在互联网电影资料库（IMDb）上的資料（英文）